# Hryhorij Wasiura
Hryhorij Mykytowycz Wasiura (ukr. Григорій Микитович Васюра, ros. Григорий Васюра, Grigorij Wasiura; ur. 2?/15 lutego 1915 w Czehryniu, zm. 2 października 1987 w Mińsku) – ukraiński lejtnant Armii Czerwonej, a następnie szef sztabu kolaboracyjnego 118. batalionu Schutzmannschaft w służbie III Rzeszy, zbrodniarz wojenny.

## Życiorys

### II wojna światowa
Był żołnierzem Armii Czerwonej w randze lejtnanta. Po ataku Niemiec na ZSRR dostał się do niemieckiej niewoli. W lutym 1942 roku zgłosił się na ochotnika na służbę niemiecką. Przeszedł szkolenie ideologiczne w specjalnym ośrodku w Wustrau, zorganizowanym przez Ministerstwo Rzeszy do spraw Okupowanych Terytoriów Wschodnich.
Szkolenie ukończył w październiku 1942 roku. Następnie został przydzielony do 118. batalionu Schutzmannschaft, który złożony był w większości z Ukraińców. Do stacjonującej w Kijowie jednostki dołączył w listopadzie 1942 roku. Wraz z innymi członkami batalionu wziął wtedy udział w masowych egzekucjach w Babim Jarze. Początkowo był dowódcą plutonu, jednakże już pod koniec grudnia 1942 roku został awansowany na stanowisko szefa sztabu batalionu. Jako że niemiecki dowódca batalionu, mjr Erich Körner, był oficerem starszym wiekiem i słabego zdrowia, na co dzień działaniami jednostki kierował de facto Wasiura.
W listopadzie 1942 roku batalion przerzucono na Białoruś z zadaniem zwalczania sowieckiej partyzantki. Wasiura wziął udział w co najmniej sześciu operacjach przeciwpartyzanckich, podczas których zamordowano co najmniej 340 osób. To on dowodził faktycznie pacyfikacją Chatynia, która w polityce historycznej ZSRR urosła później do rangi symbolu niemieckich zbrodni popełnionych podczas okupacji Białorusi. Z zeznań świadków wynika, że dowodził również brutalnymi pacyfikacjami wsi Chmielewiczi, Koteli, Zarecze, Dalkowiczi, Nowa i Stara Wilejka, Osowa. W Nowej Wilejce miał zarządzić wykorzystanie mieszkańców w charakterze „żywych tarcz”; popędzono ich drogą zaminowaną przez partyzantów.
Świadkowie zeznawali, że Wasiura nie tylko kierował działaniami batalionu, lecz osobiście torturował i mordował prawdziwych lub domniemanych zwolenników ruchu oporu oraz żydowskich uciekinierów schwytanych w lasach. Świadkowie zeznawali, że na pewnej białoruskiej stacji kolejowej własnoręcznie zastrzelił młodocianego kieszonkowca. Znany był ponadto ze stosowania skrajnie surowych środków dyscyplinarnych. Był postrachem podkomendnych, których za różne przewinienia brutalnie bił i upokarzał. Świadkowie zeznali, że gdy pewnego razu kilku policjantów podjęło próbę dezercji i dołączenia do partyzantów, Wasiura pobił ich na oczach całego batalionu, a na koniec własnoręcznie zastrzelił.
118. batalion Schutzmannschaft stacjonował na Białorusi do lipca 1944 roku. Następnie został wycofany do Prus Wschodnich, gdzie scalono go z 115. batalionem Schutzmannschaft, tworząc 63. batalion Schutzmannschaft. Jednostka ta została następnie wcielona w skład 30 Dywizji Grenadierów SS, którą skierowano do Francji z zadaniem zwalczania tamtejszego ruchu oporu.
W służbie niemieckiej Wasiura awansował do stopnia porucznika. Został także dwukrotnie odznaczony Medalem Narodów Wschodnich (srebrnym i brązowym).

### Losy powojenne
Po kapitulacji III Rzeszy powrócił wraz z żoną do rodzinnej miejscowości, twierdząc, że wojnę spędził w niemieckim obozie jenieckim. Później przyznał się do kolaboracji, utrzymywał jednak, że nie uczestniczył w żadnych zbrodniach wojennych. W 1952 roku został skazany na karę 25 lat pozbawienia wolności, jednakże już w 1955 roku zwolniono go z łagru na mocy amnestii.
W kolejnych latach został zastępcą dyrektora sowchozu „Wielikodymierskij” w rejonie browarskim. Wiódł stosunkowo dostatnie życie, otrzymywał nagrody za wzorową pracę. Z czasem zaczął przedstawiać się jako weteran walk z Niemcami, wygłaszał nawet pogadanki dla pionierów. Niemniej jego znajomi wspominali, że nigdy nie uczestniczył w obchodach Dnia Zwycięstwa; zamiast tego spotykał się z sześcioma innymi byłymi kolaborantami, którzy mieszkali w tej samej miejscowości.

### Proces i śmierć

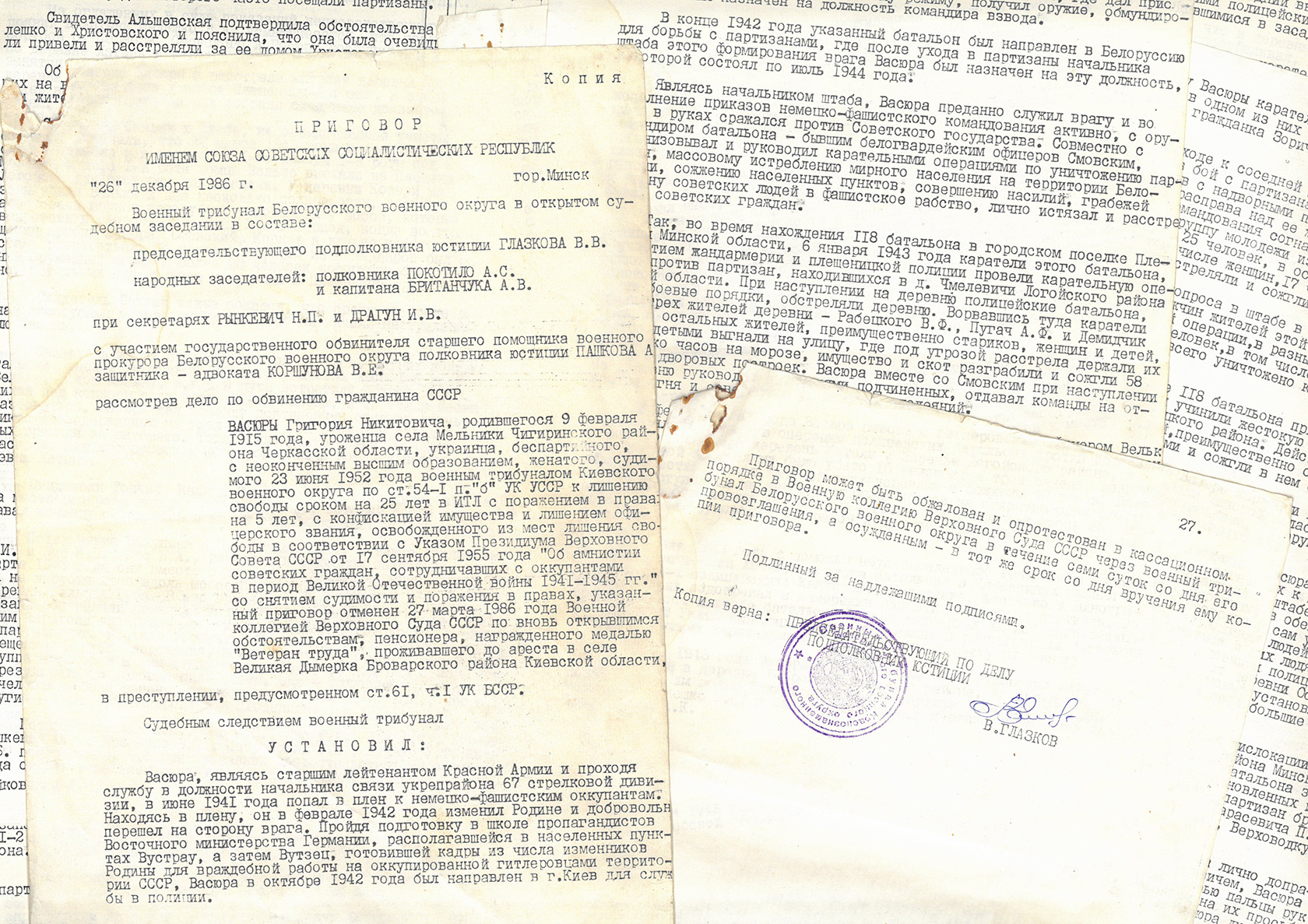
Akta procesu Wasiury

Na początku lat 70. KGB rozpoczęło śledztwo wymierzone w byłych członków 118. batalionu Schutzmannschaft. Przy tej okazji sowiecki wymiar sprawiedliwości ponownie zainteresował się osobą Wasiury. Początkowo został wezwany jako świadek w śledztwie przeciwko Wasilijowi Mieleszce – w czasie wojny dowódcy plutonu w 1. kompanii 118. batalionu. W czasie przesłuchania podawał się za ofiarę nazizmu. Mieleszko zeznał jednak, że Wasiura był w rzeczywistości jego przełożonym.
W listopadzie 1986 roku rozpoczął się proces Wasiury przed sądem wojskowym w Mińsku. W obawie przed ujawnieniem niewygodnych z punktu widzenia sowieckiej polityki historycznej i narodowościowej faktów o udziale ukraińskich kolaborantów w masakrze w Chatyniu, władze sowieckie zarządziły, by miał on charakter zamknięty. Cenzura wstrzymała także publikację artykułów na jego temat.
Korespondent dziennika „Izwiestija”, który obserwował proces, wspominał, że Wasiura przez długi czas zaprzeczał, aby był obecny w Chatyniu podczas pacyfikacji. Gdy jednak dowody okazały się przytłaczające, miał przyznać się na sali sądowej do odpowiedzialności za tę masakrę, krzycząc: „Tak, spaliłem wasz Chatyń!”. Przyznał się także do udziału w innych operacjach przeciwpartyzanckich i pacyfikacyjnych oraz do uczestnictwa w organizowaniu wywózek na roboty przymusowe do Rzeszy.
Wyrokiem z 26 grudnia 1986 roku został uznany winnym stawianych mu zarzutów i skazany na karę śmierci. Wyrok wykonano 2 października 1987 roku w więzieniu na Zamku Piszczałowskim.